# Hainyaxo Bozo jezik
Hainyaxo Bozo jezik (boso, hain, hanyaxo, kelenga, kélinga, kéllingua, xan, xanyaxo; ISO 639-3: bzx), jedan od mande jezika, istočne boso podskupine, kojim govori 118 000 ljudi (1987 popis) uz rijeku Niger u Maliju od Miéroua do Tamanija.
Etnički, govornici pripadaju ribarskom narodu Bozo. Leksički najsrodniji s tiéyaxo bozo [boz]

## Vanjske poveznice
- Ethnologue (14th)
- Ethnologue (15th)